# Сидорак Михайло Богданович
Миха́йло Богда́нович Сидорак (8 квітня 1981, м. Тернопіль — 2 квітня 2023, Донецька область) — український військовослужбовець, солдат 77 ОАеМБр Збройних сил України, учасник російсько-української війни. Почесний громадянин міста Тернополя (2023, посмертно).

## Життєпис
Михайло Сидорак народився 8 квітня 1981 року в Тернополі.
Працював електрослюсарем на підприємстві.
На фронті з січня 2023 року. Був навідником аеромобільного батальйону 77-ї окремої аеромобільної бригади. Загинув 2 квітня 2023 року під Бахмутом на Донеччині.
Похований 5 квітня 2023 року на Алеї Героїв Микулинецького цвинтаря м. Тернополя.
Залишилися мама, дружина, син та донька.

## Нагороди
- Орден «За мужність» ІІІ ступеня (13 травня 2024, посмертно) — за особисту мужність, виявлену у захисті державного суверенітету та територіальної цілісності України, самовіддане виконання військового обов'язку[1]
- почесний громадянин міста Тернополя (28 квітня 2023, посмертно) — за вагомий особистий вклад у становленні української державності та особисту мужність і героїзм у виявленні у захисті державного суверенітету та територіальної цілісності України[2].